# Baza Promowa PŻB

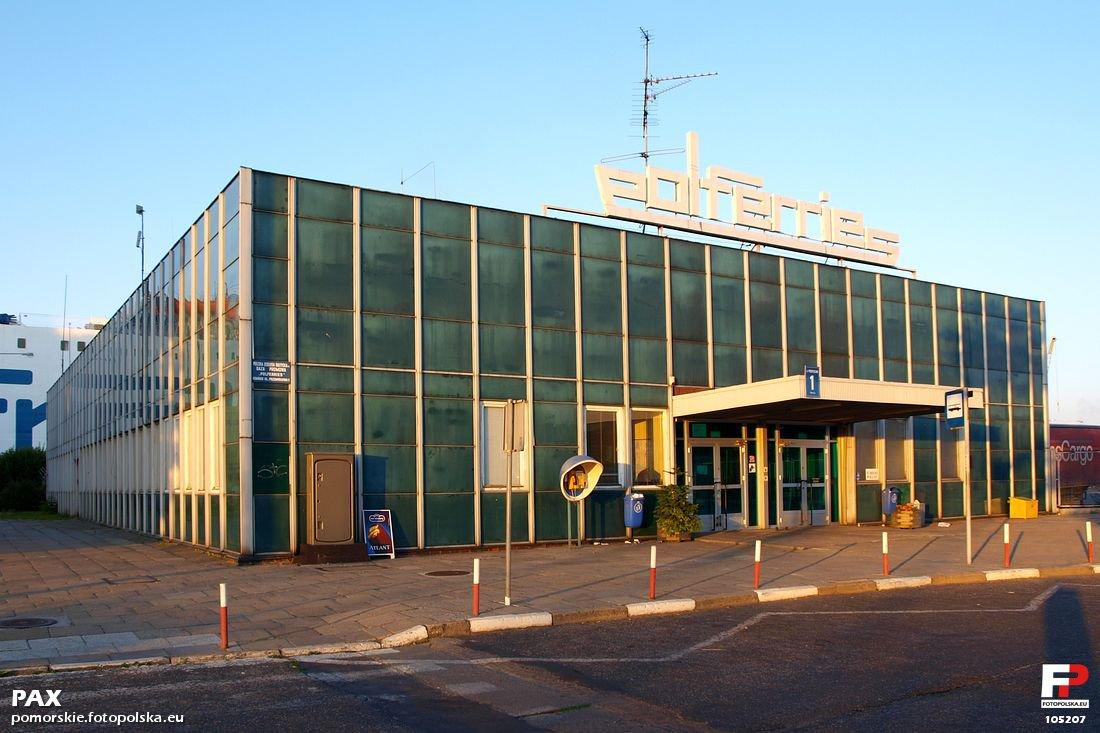
Fasada dworca

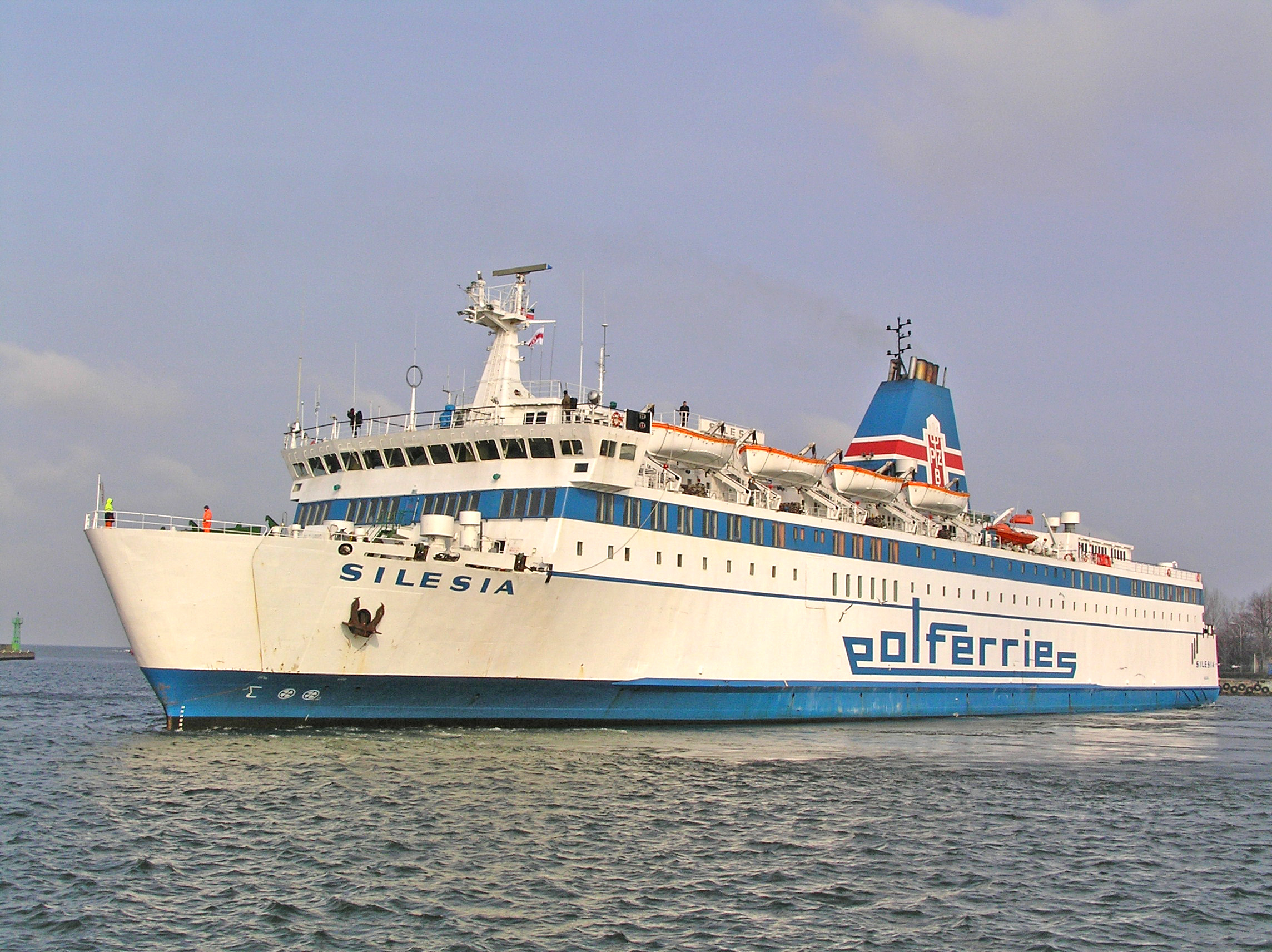
MF Silesia

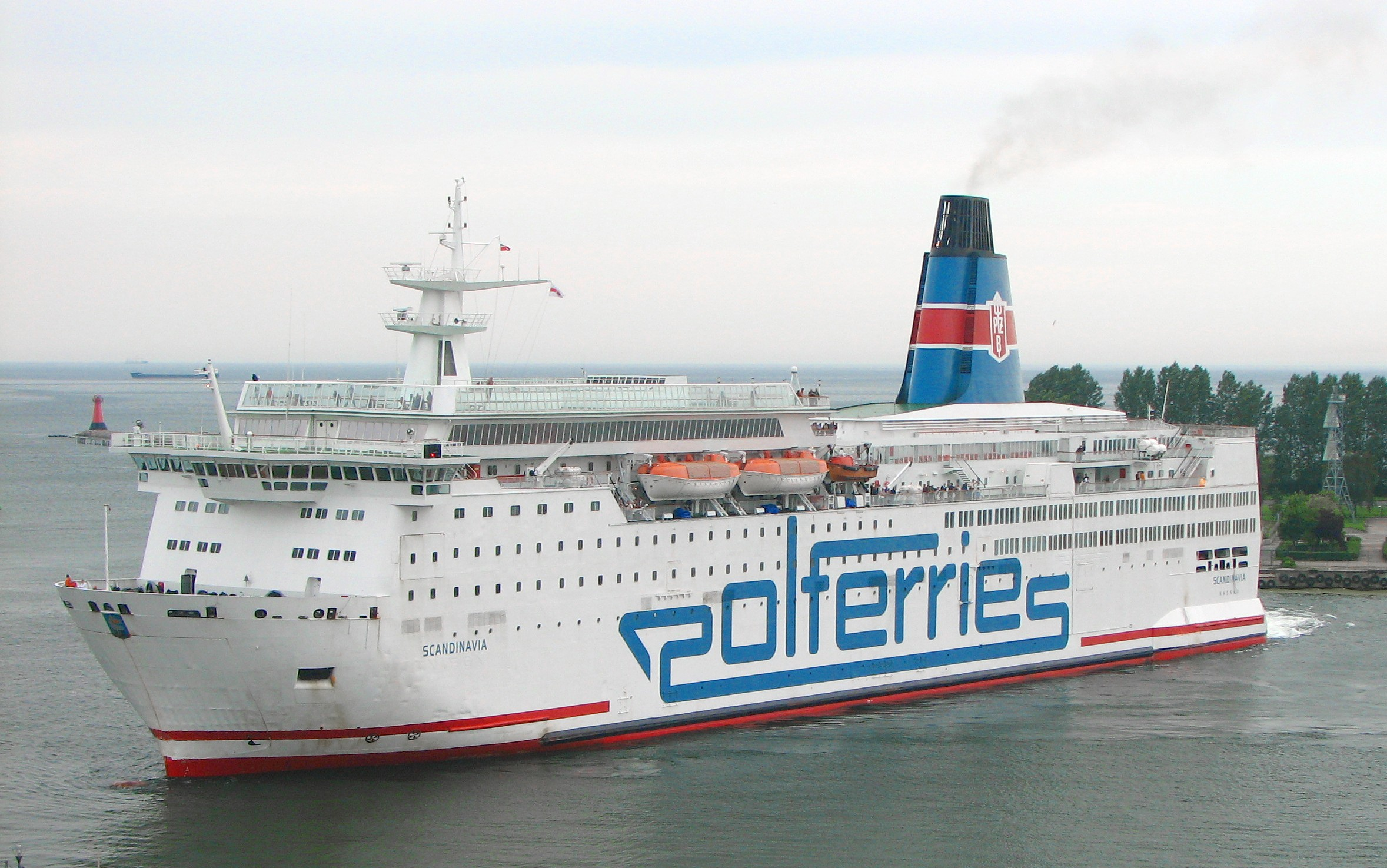
MF Scandinavia

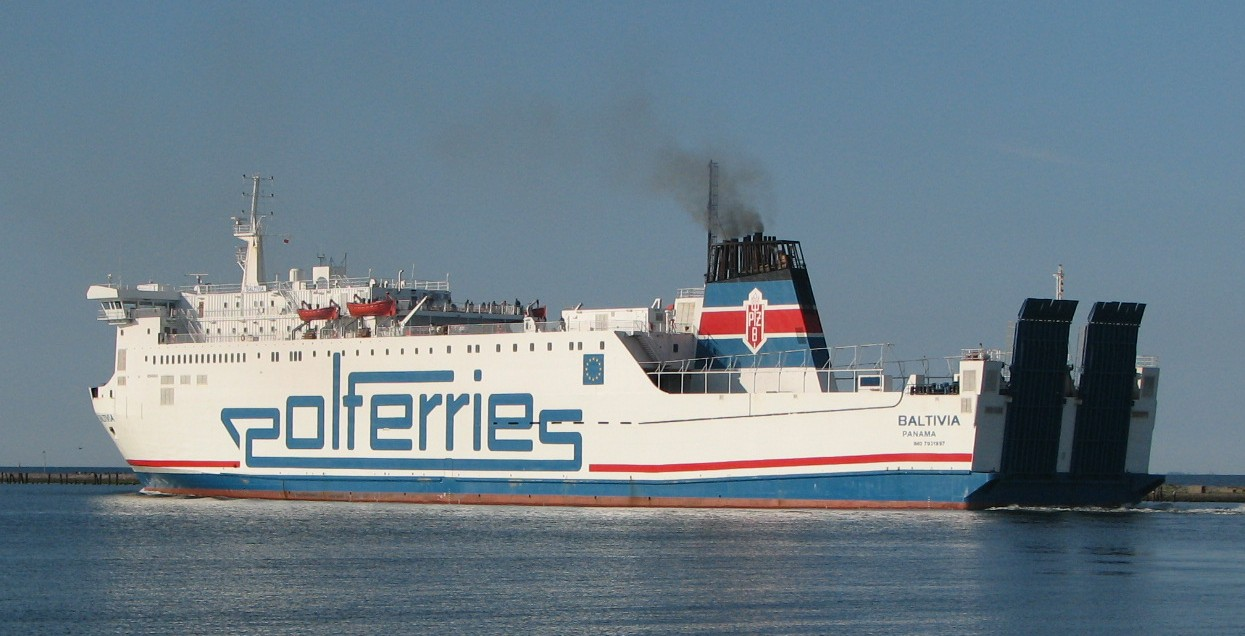
MF Baltivia

Baza Promowa PŻB – dawny terminal promowy na Nabrzeżu Ziółkowskiego w porcie morskim Gdańsk (Nowy Port) przy ul. Przemysłowej 1, zarządzany przez Polską Żeglugę Bałtycką.
W 1977, po utworzeniu Polskiej Żeglugi Bałtyckiej, Zarząd Portu Gdańsk przekazał nowo powstałej firmie swoją przystań promową.
Terminal obsługiwał linię Gdańsk – Nynäshamn. Początkowo linia ta była przedłużona do Helsinek i na potrzeby jej funkcjonowania od fińskiej Silja Line wyczarterowano prom MF Aallotar, który ostatecznie został zakupiony przez PŻB w 1978 roku i od 14 maja nosił nazwę MF Rogalin.
Następnym promem na tej linii był MF Silesia, a od 16 lipca 2003 pływał prom MF Scandinavia (PŻB, operator Polferries). Pomiędzy 15 stycznia 2007 a 5 lutego 2013 trasę tę dodatkowo obsługiwał również inny prom Polferries – MF Baltivia. Armator okresowo obsługiwał także linię Gdańsk – Oxelösund.
W maju 2015 PŻB wydzierżawiła Terminal Promowy Westerplatte, a dotychczasowa baza promowa PŻB przy Nabrzeżu Ziółkowskiego została wyłączona z eksploatacji. Formalnie baza została ostatecznie zlikwidowana w 2015 roku.

## Dane techniczne
- długość eksploatacyjna nabrzeża: 175 m
- zanurzenie maksymalne: 6,6 m
- nośność rampy za-/wyładowczej: 50 t